# نیم‌رخ
نیم‌رخ یا نیمرخ، نام یک مجموعه تلویزیونی بود که در دهه ۱۳۷۰ خورشیدی توسط گروه کودک و نوجوان شبکه یک ساخته و از همین شبکه پخش می‌شد. کامیار اسماعیلی، مجری نیم‌رخ، معتقد است این برنامه طرفداران زیادی داشته است.
مجری‌گری برنامه نیم‌رخ از سال ۱۳۷۹ تا اجرای قسمت پایانی آن بر عهده نجم‌الدین شریعتی بود.